# 内面化
内面化（ないめんか, 英: Internalization）とは、その社会が有する価値と規範を、自分の価値と規範として、受け入れることを指す。内在化ともいう。
内面化により、集団は円滑に集団目標を遂行できるようになり、個人は円滑に集団から受容されるようになる。安定した精神構造をもたらすメカニズムであり、これが働くことで人間関係における精神状態を形成することがある。
内面化により、賠償金や刑罰などの手段で、規範を外部から個人に強制する必要はなくなる。違反行為は、個人が道徳により内面で裁くからである。また、ある価値と規範を受容した個人は、それを受容しない個人に嫌悪・憎悪などの感情を抱き、内面化を他者にも強制するようになる。
面接や自己紹介の場で、呈示した自己と自己概念の間に不一致を感じたとき、認知的不協和を解消するために呈示した方向に自己概念が変化することがある。この現象を自己呈示の内面化という。自己呈示の内面化は、行った自己呈示が注目を受けたときや好意的に評価された場合に強く生じる可能性がある。